# Wojciech Emeryk Mleczko
Wojciech Emeryk Mleczko herbu Korczak (ur. 1625, zm. w 1673) – marszałek Trybunału Głównego Koronnego w 1655 roku, wojewoda podlaski w 1665 roku, starosta łosicki w 1650 roku, starosta mielnicki w latach 1646–1673.
W 1648 roku był elektorem Jana II Kazimierza Wazy z województwa podlaskiego, jako deputat podpisał jego pacta conventa. 
Poseł sejmiku mielnickiego na sejm 1649/1650 roku, sejm nadzwyczajny 1654 roku, sejm 1655 roku, sejm 1658, sejm 1661 roku, sejm 1664/1665 roku, sejm 1665 roku. 
W 1666 roku był deputatem województwa podlaskiego na Trybunał Główny Koronny w Lublinie. Był członkiem konfederacji generalnej zawiązanej 5 listopada 1668 roku na sejmie konwokacyjnym. Był elektorem Michała Korybuta Wiśniowieckiego z ziemi drohickiej w 1669 roku.